# Сирітське Друге
Си́рітське Друге (до 01.02.1945 Фердинандівка Друга) — село Знам'янської сільської громади, Березівський район, Одеська область в Україні. Населення становить 73 осіб.

## Населення
Згідно з переписом УРСР 1989 року чисельність наявного населення села становила 65 осіб, з яких 32 чоловіки та 33 жінки.
За переписом населення України 2001 року в селі мешкали 73 особи.

### Мова
Розподіл населення за рідною мовою за даними перепису 2001 року:
| Мова       | Відсоток |
| ---------- | -------- |
| українська | 97,26 %  |
| молдовська | 1,37 %   |
| російська  | 1,37 %   |